# John Vanbrugh
Sir John Vanbrugh [vænbrə], tudi [vənbruː] (krščen 24. januarja 1664 v Londonu, † 26. marec 1726 neznano) je bil angleški baročni arhitekt in dramatik. Njegova najbolj znana stavba je Blenheimska palača. Njegovi dve provokativni komediji, The Relapse (1696) in The Provoked Wife (1697), sta bili uprizorjeni in deležni spornih razprav.
Vanbrugh je na svoje življenje gledal radikalno. Kot mladenič je bil zagovornik stranke Vig in vpleten v slavno revolucijo, katere posledica je bila zmaga parlamentarizma v Angliji. Absolutistično mislečega kralja Jakoba II. je zamenjal Viljem Orange-Nassau, ki je leta 1689 kot Viljem III. zasedel angleški prestol. Vanbrugova vpletenost v državni udar je pripeljala do tega, da je nekaj časa preživel kot politični zapornik v Parizu vBastilji.
S svojo celo spolno nezaslišano gledališko predstavo, v kateri je zagovarjal pravice poročenih žensk, je kršil pravila angleške družbe v 18. stoletju. Zato je bil večkrat napaden in je bil glavni cilj Jeremyja Collierja A Short View of the Immorality and Profaneness of the English Stage (Kratek pogled na nemoralnost in brezbožnost angleške scene).
Kot arhitekt je ustvaril zgradbe, ki so jih kasneje imenovali angleški barok. Njegovo arhitekturno delo ni bilo nič manj drzno od njegovih zgodnjih političnih dejavnosti ali njegovih scenskih iger. Prav tako je vzbudil kritiko konzervativcev.
Vanbrughove londonske kariere ni mogoče opisati kot preproste. Trudil se je, da bi bil v življenju dramatik, gledališki režiser in arhitekt in pogosto sledil več vzporednim dejavnostim.

## Življenje

### Zgodnja leta
Informacije o družinskem ozadju Vanbrugha in zgodnjih letih življenja so bile večinoma v obliki govoric in anekdot. Vanbrughov biograf Kerry Downes ni mogel pokazati v leta 1987 objavljeni Vanbrughovi biografiji, da so podatki iz uglednih virov, kot so Enciklopedija Britannica  in Dictionary of National Biography  na podlagi nejasnih domnev 18. in 19. stoletja, ki so se razvile v splošno sprejeta dejstva v zadnjih desetletjih. Ta članek temelji na nedavnih Downesovih (1987) in McCormick (1991) raziskavah.
Vanbrugh se je rodil leta 1664 v Londonu in odraščal v Chesterju, kamor je družina pobegnila med Veliko kugo leta 1665/1666. Downes dvomi v izjave prejšnjih raziskovalcev, ki trdijo, da so Vanbrughi prišli iz družine spodnjega srednjega razreda in razlaga, da je to napačna razlaga informacij iz 18. stoletja, da je bil njegov oče Giles Vanbrugh poklicni "sladkorni pek" (dobesedno slaščičar). Poklic slaščičarja pomeni blaginjo, ker to ni bil proizvajalec sladkarij ampak lastnik manufakture, ki se je izpopolnila v trsnem sladkorju iz Barbadosa. Rafiniranje sladkorja je bilo navadno povezano s trgovino s sladkorjem in donosnim podjetjem. Downes je lahko pokazal na primer slaščičarja iz Liverpoola, da bi lahko dosegel znaten dohodek okoli 40.000 funtov na leto. To kaže zelo drugačno luč na Vanbrughovo socialno ozadje.
Vendar pa ni znano, kaj je delal od 18 do 22 let, potem ko je zapustil šolo. Za predlog, da je v tem obdobju študiral v Franciji arhitekturo, niso našli nobenih dokazov. Kot je v Vanbrughovi biografiji že pripomnil Laurence Whistler iz leta 1938, ni bilo nobenega razloga, da bi šel v Francijo na študij arhitekture za nadarjene mladeniče. Anglija je imela za to na voljo veliko možnosti. Tudi Vanbrughovi prvi modeli za Howardov grad iz leta 1700 kažejo, da je bil v veliki meri seznanjen z arhitekturnimi risbami. Verjetno je nekaj let delal za francoskega arhitekta, kar bi bila ena prvih stvari, ki se jih je naučil.
Leta 1686 je Vanbrugh dobil naročilo enega svojih daljnih sorodnikov, grofa Huntingdona. Odobritev takih naročil je bila rezervirana za poveljnika polka. Dejstvo, da je Vanbrugh dobil takšno naročilo, je še en znak, da je imel zaradi svojega ozadja pomembne povezave. Vendar pa je Vanbrugh kljub svoji oddaljeni aristokratski družbi in očetovemu delu slaščičarja v nobeni fazi svojega življenja ni imel zadostnega lastniškega kapitala, da bi samostojno financiral projekte, kot je Haymarket Theater. Zatekel se je k posojilom in naložbenikom in bil dolžnik večino svojega kasnejšega življenja. K temu je lahko pripomoglo dejstvo, da je imel John Vanbrugh enajst bratov in sester, s katerimi je moral deliti očetovo 

### Politične aktivnosti in bivanje v Bastilji
Od 1686 je bil Vanbrugh aktivno vključen v načrte Viljema Orange-Nassau za strmoglavljenje Jakoba II.. Njegova udeležba v slavni revoluciji ga je vseživljenjsko zaznamovala.
Septembra 1688, dva meseca pred Viljemovim pristankom z vojaki v Angliji, je bil Vanbrugh, ki so mu prinesli novico, aretiran v francoskem Calaisu. Bil je obtožen vohunstva in je preživel naslednja štiri leta in pol v francoskih zaporih - tudi v pariški Bastilji - dokler ni bil zamenjan s francoskim političnim zapornikom. Izkušnje iz ujetništva, ki se je začelo s 24 leti in zaključilo z 29. se zdi, so povzročile jasno zavračanje političnega sistema in okus za komično dramatiko in arhitekturo Francije. V predpostavko, da je Vanbrugh napisal del svoje komedija The Provoked Wife v času prestajanja zaporne kazni v Bastilji, dvomijo sodobni znanstveniki.
Po izpustitvi iz Bastilje leta 1692 je bil Vanbrugh prisiljen preživeti še tri mesece v Parizu. V teh treh mesecih je imel priložnost videti arhitekturo, ki v Angliji ni imela primerjeve. Vanbrugh se je vrnil v Anglijo leta 1693 in je bil leta 1694 udeležen v pomorskem boju proti Francozom v zalivu Camaret. Natančen čas, ko je bil v vojaški službi v 1690-ih, in bi živel v Londonu, ni znan.

### „Kit-Cat-Klub“
Vanbrugh je bil član stranke Vig in je bil na zabavi te stranke v Kit Cat Clubu. Zaradi svoje očarljive osebnosti in sposobnosti prijateljstva - značilnosti, ki so mu jih pripisali številni njegovi sodobniki - je bil eden izmed najbolj priljubljenih in zaželenih članov kluba. Klub je danes opisan predvsem kot družabno srečanje politično in kulturno aktivnih članov Viga. Njegovi člani so bili številni umetniki in pisci, kot so William Congreve, Joseph Addison, Godfrey Kneller in politiki, kot so John Churchill, 1. Vojvoda Marlborough, Charles Seymour, Thomas Pelham-Holles in Sir Robert Walpole.
Politično je klub zasledoval cilje močnega parlamenta, omejene monarhije, odpor proti Franciji in protestantsko nasledstvo prestola, in precej poudarjal svojo vlogo kot kraja družbenega srečevanja. Vanbrughov biograf Downes razmišljal, da je bil izvor Kit-Cat Cluba v času pred političnim preobratom leta 1689, da se vrne in igra tajno politično zavezniško vlogo v tako imenovani Glorious Revolution, ki je privedla do državnega udara. Horace Walpole, sin člana Kit-Cat Cluba in britanskega premiera Roberta Walpola, češ, da »so bili v resnici patrioti, ki so ohranili Britanijo« je bil ugleden starejši član, ki so jih na splošno opisovali kot člane družbe, ki so imeli vlogo v "Slavni revoluciji". Ker so skrivne politične povezave običajno slabo dokumentirane, te špekulacije ni mogoče utemeljiti.

### Gledališče v Haymarketu
Leta 1703 je Vanbrugh kupil zemljo in naročil gradnjo novega gledališča v Haymarketu v Londonu, ki ga je sam zasnoval. Gledališče je bilo odprto kot kraljevo gledališče leta 1705.
Vanbrughovo Kraljičino gledališče (Queen's Theatre) je služilo igralski skupini, ki jo je vodil Thomas Betterton, in je londonski gledališki sceni prineslo več priložnosti za razvoj. Londonska javnost je uživala v številnih zabavah: opera, dresura živali, žongliranje, pantomima, plesne skupine in koncerti znanih italijanskih pevcev so se potegovali za ugodnost in vstopnine. Vanbrugh je gledališko skupino kupil v upanju, da bo z gledališčem zaslužil denar. Vendar pa je kupil tudi igralsko skupino in bil dolžan plačati plače igralcem, kar ga je na koncu pripeljalo k usmerjanju gledališča. Vendar ni imel niti potrebnih izkušenj niti dovolj časa, zlasti ker je med drugim od leta 1705 nadzoroval gradnjo Blenheimske palače.
V teh okoliščinah ni presenetljivo, da je njegova gledališka usmeritev opisana kot zmedena, neučinkovita in polna napačnih ocen (Judith Milhouse, 1979). Vanbrugh je leta 1708 z veliko finančno izgubo zapustil gledališki posel. Njegovi sodobniki so pripomnili, da je v času svojega gledališkega delovanja plačal plače svojih igralcev (in kot arhitekta svojih gradbenih delavcev) ne samo zanesljivo, ampak tudi v celoti. V Britaniji v osemnajstem stoletju je bilo pogostejše, da so se takšne finančne obveznosti neradi izpolnile. Ker je bil sam Vanbrugh žrtev takšne slabe plačilne prakse, je v življenju imel velike finančne težave.
Kraljičino gledališče je na Haymarktu postavilo dolgoletno gledališko tradicijo. Od 1710 do 1745 so v stavbi premierno prikazali skoraj vse opere in številne oratorije  Georga Friedricha Händla. Leta 1790 je bila stavba od leta 1714, imenovana Kraljevo gledališče, uničena v požaru. Na mestu gledališča je bilo zgrajeno drugo kraljevo gledališče; Danes je to Njenega Veličanstva gledališče iz leta 1897, kjer igrajo predvsem muzikale. 

### Poroka in smrt
Leta 1719 se je 55-letni Vanbrugh poročil s 26-letno Henrietto Maria Yarborough. Kljub precejšnji starostni razliki je bila to srečna poroka, ki je ustvarila dva sinova. V nasprotju z zasmehovanjem njegovim dramam, je bilo Vanbrughovo zasebno življenje brez škandala.
Leta 1703 je imel skromno mestno hišo, zgrajeno iz ruševine palače Whitehall, ki jo je Jonathan Swift imenoval "gosja pita". Večino njegovega zakonskega življenja je preživel v Blackheathu, ki  tedaj ni bil del Londona, in je tam živel do leta 1717, v hiši, ki je zdaj znana kot Vanbrughov grad. Ta hiša s svojim okroglim stolpom spominja na škotski grad in izgleda, kot da bi bila utrjena. Na nek način izgleda, da Vanbrugh pričakuje romantični duh neogotskih. Leta 1726 je umrl v svoji hiši v Londonu.

## Dramatik
Ko je Vanbrugh prišel v London leta 1690, je mesto imelo samo eno kraljevo priznano gledališko skupino s stalnim prizoriščem. Po dolgotrajnem notranjem sporu med skeptičnim vodstvom gledališča in nezadovoljnimi igralci se je ta gledališka skupina razdelila v dve igralski skupini United Company in Rebel actors. Igralec Colley Cibber je izkoristil priložnost, da napiše komedijo, ki jo je mogoče igrati s premajhno družbo z naslovom Love's Last Shift ali Virtue Rewarded. Sam je napisal vlogo nečimrnega, ekstravagantnega sira Novetryja in osvojil srca londonskega občinstva.
V Love's Last Shift je žensko potrpljenje na preizkušnji nad zakoncem in igra se konča v dramatičnem finalu, v katerem prevarantski mož globoko obžaluje kleče pred svojo ženo. Predstava je bila takrat velik uspeh v blagajni, vendar se od začetka 18. stoletja ne igra. Vanbrugh je bil prepričan, da igra zahteva nadaljevanje in sam začel pisati to nadaljevanje

### The Relapse, Or, Virtue in Danger
Vanbrughovo duhovito nadaljevanje The Relapse, Or, Virtue in Danger, ki so jo igrali v United Company šest tednov kasneje, podvomi o vlogi ženske, v zakonski zvezi. Ne samo, da se zakonska zvestoba nanaša na moža, ampak tudi njegova žena pade v spolno skušnjavo in se odzove na to bolj verodostojno in na manj predvidljiv način kot v Cibbersovi igri. Značaji dobijo veliko bolj psihološko globino v Vanbrughovem nadaljevanju.
Vanbrughovo nadaljevanje se skoraj ni izvajalo. Preostanek United Company je izgubila ne samo najbolj izkušenega igralca, imela je tudi težave najti ustreznega novega igralca za vlogo v igri. Ker je problem trajal več kot deset mesecev, je bila gledališka skupina na robu stečaja.

### The Provoked Wife
Kmalu je sledila druga Vanbrughva komedija The Provoked Wife, ki so jo izvedli uporni akterji. Igra se jasno odziva od The Relapse, ki je bil precej farsa in je bil prilagojen večjim igralskim izkušnjam. Elizabeth Barry, ki je igrala vlogo zlorabljene žene lady Brute, je bila znana po svojem tragičnem talentu in sposobnosti, da občinstvo premami v žalost in solze. Anne Bracegirdle, ki je igrala nečakinjo, je bila njen komični dodatek. Vloga sira Johna Bruta, krutega moža, je igral Thomas Betterton in velja za enega vrhuncev njegove izjemne kariere. Vsebina igre - žena, ujeta v nesrečnem zakonu, ki se je zmedla, ali bi morala zapustiti moža ali vzeti ljubimca - je bila neobičajna za komedijo angleške reformacijske dobe in vzbudila nekaj kritik.

### Reakcija na delo
Puritanski duhovnik Jeremy Collier je leta 1698 objavil A Short View of the Immorality and Profaneness of the English Stage iz komedije Johna Vanbrugha, in predstavil nemoralnost in izprijenost britanskega gledališča. Kritiziral je zlasti zaradi pomanjkanja poetične pravičnosti - nemoralni ukrepi niso bili kaznovani, dobro ni bilo nagrajeno.
Vanbrugh je te obtožbe označil kot smešne in objavil ironični. Seksualno nedvoumne komedije angleške restavracijske dobe so postale vse bolj nepriljubljene za angleško javnost in vedno bolj nadomeščane z bolj »moralnimi« deli.
Čeprav je Vanbrugh še naprej delal na različne načine za gledališče, ni objavil drugih del. Svojo kreativno energijo je vse bolj usmerjal v prevajanje, vodenje gledališča in arhitekturo.

## Arhitekt
Zdaj v veliki meri velja soglasje, da Vanbrugh ni bil uradno usposobljen kot arhitekt. Svojo neizkušenost je nadomestil z dobrim očesom za perspektivo in detajli ter s tesnim sodelovanjem z Nicholasom Hawksmoorjem. Nekdanji sodelavec sira  Christopherja Wrena je bil Vanbrughov najbližji sodelavec pri njegovih najbolj ambicioznih projektih, predvsem pri gradnji Howardovega gradu in Blenheimski palači.
V svoji skoraj tridesetletni karieri kot arhitekt je Vanbrugh zasnoval in zgradil nešteto zgradb. Njegovo delo je bilo pogosto zgolj preurejanje, na primer gradu Kimbolton, kjer je v veliki meri sledil navodilom graditeljev. Te hiše, ki se danes pogosto imenujejo kot Vanbrughovo delo, nimajo sloga, značilnega zanj.
Prednostni Vanbrughov slog je bil barok, ki je v 17. stoletju prevladal na celinski Evropi, zahvaljujoč Berniniju in  Louisu Le Vauju. Prva baročna hiša v Angliji, Chatsworth House Williama Talmana, je bila zgrajena leta 1696, tri leta pred gradnjo Howardovega gradu.
V tekmovanju za pogodbo za Howardov grad je neizkušeni Vanbrugh zaradi svojih odnosov in šarma premagal bolj izkušenega Talmana, ki je imel veliko manj socialnih povezav. Lastnik Charles Howard, 3. grof Carlisle, ki je bil kot Vanbrugh član Kit-cat-Kluba, se je leta 1699 odločil za Vanbrugha in mu dal veliko priložnost, da od tipičnega evropskega baroka s svojo bujno obliko, razvije nežnejšo različico, ki se danes imenuje angleški barok. Howardov grad je bil prvo glavno arhitekturno Vanbrughovo delo. Druga so še Blenheimska palača (naročena leta 1704) in Seaton Delaval Hall (začeta 1718). Gradnja teh treh glavnih arhitekturnih del se je prekrivala.
Vanbrugov neposreden uspeh kot arhitekta je mogoče pripisati njegovim družbenim odnosom. Kar pet od njegovih naročnikov je bilo članov Kit-cat- Clubs. Njegovo imenovanje za nadzornika kraljevih del leta 1702 je pripisati odnosom s Charlesom Howardom. 1703 je dobil za nadzor gradbenih del v bolnišnici Greenwich. Nasledil je eminentnega angleškega arhitekta Christopherja Wrena. Vanbrughove majhne, vendar jasno vidne dopolnitve skoraj dokončanih stavb veljajo za duševno nadaljevanje Wrenovih prvotnih načrtov in namenov. Prvotno načrtovana kot bolnišnica in dom za upokojene osiromašene mornarje, je stavba postala tudi velik nacionalni spomenik. Kraljica Ana in njena vlada sta bili navdušeni nad predstavo in s tem odgovorni za njegove nadaljnje uspehe.

### Howardov grad
Dvorec Howardov grad, ki ga je zasnoval Vanbrugh, danes pogosto imenujejo prva baročna stavba, ki je bila zgrajena v Angliji. Hkrati je slog, ki je najbolj podoben baroku celinske Evrope.
Howardov grad je bil zgrajen kot noben drug v Angliji; fasade in strehe, okrašene s stebri, kipi in frfotajočimi okraski, so to baročno stavbo takoj dosegle. Že leta 1709 je bila večina delov gradu končana, vendar je bilo končno delo opravljeno skozi celotno Vanbrughovo življenje. Dela na zahodnem krilu so bila zaključena tudi po njegovi smrti.
Uspeh s tem projektom mu je zagotovil nadaljnja naročila in njegovih najbolj znanih arhitekturnih dosežkov.

### Blenheimska palača
John Churchill, 1. vojvoda Marlborough, je  v drugi bitki pri Blenheimu, majhni vasici ob Donavi, s svojo vojsko premagal vojsko francoskega kralja Ludvika XIV.. Razkošna graščina je bil dar hvaležnega naroda zmagovalcu Marlboroughu. Delo na palači se je začelo leta 1705.
Vanbrughova dela so včasih kritizirali, ker so nepraktična, bombastična in nenavadna. Ta ugled je v veliki meri posledica njegovega dela v Blenheimski palači. Izbira Vanbrugha kot arhitekta za ta gradbeni projekt je bila sporna. Sarah Churchill je bila živahna vojvodinja Marlborough, Christopher Wren je želela kot arhitekta za palačo. Vendar pa je odlok parlamentarnega blagajnika, lorda Godolphina, delo oddal Vanbrughu. Da odlok ne omenja kraljice niti dvora kot investitorja, kasneje se je izkazalo, da se je kraljeva vrzel stroškov gradnje in notranjih političnih bojev povečalo.
Čeprav je Parlament odobril gradnjo palače na vladne stroške, ni določil točnega zneska gradnje. Denarni priliv je bil od začetka spremenljiv. Ker sta bili kraljica Ana in vojvodinja Marlborough prijateljici, se je projekt razširil. Leta 1712 je prišlo do končnega razdora med ženskami; vojvoda in vojvodinja Marlborougha sta odšla v izgnanstvo. Vsa dela na Blenheimski palači so prekinili. Za gradnjo je bilo izdanih 220.000 funtov, za obrtnike pa še vedno dolgovanih 45.000 funtov.
Po smrti kraljice leta 1714 se je Marlborough vrnil iz izgnanstva in ga je na dvoru sprejel novi kralj Jurij I.. Zdaj se je 64-letni vojvoda odločil, da bo nadaljeval gradnjo palače na lastne stroške. Tudi Vanbrugh je nadaljeval z delom kot arhitekt. Leta 1717 je vojvodo zadela kap, ostal je nemočen; zelo kritična vojvodinja je bila zdaj graditeljica. Ta je krivila Vanbrugha za naraščajočo ekstravaganco gradnje, neupoštevanje načrtov, ki jih je odobril njen mož in parlament. Prišlo je do premora; gradnja se je nadaljevala pod vodstvom Nicholasa Hawksmoorja leta 1722.
Blenheim naj ne bi postal le veliko posestvo, temveč tudi nacionalni spomenik. Lahkoten barok, ki je značilen za Howardov grad, je bil neprimeren za hišo, ki je bila končno vojni spomenik. Slog hiše bi moral simbolizirati vojaški uspeh in moč. Vzhodna vrata v obzidju, ki obkroža palačo, zato bolj spominjajo na dobro zaščitena mestna vrata kot vhod v luksuzno plemenitaško dvorišče. Zunaj je težko videti, da so ta vrata služila tudi palači kot vodni stolp.
Blenheimska palača je največja ne-kraljeva plemiška rezidenca v Združenem kraljestvu in je sestavljena iz treh delov. V srednjem delu so sprejemni in bivalni prostori, v enem od stranskih kril hlevi, v drugem pa kuhinja in pralnice ter shrambe. V sprejemnih sobah je izpuščeno vsakršno udobje - namerno morajo biti ogromne in impresivne. Glavna dvorana, ki vodi v velik salon, okrašen s freskami, je visoka 20 metrov. Salon je usklajen s stolpom zmage v višini 41 metrov v parku. Okoli drevesa simbolizirajo Marlboroughove vojake. Južni portal je kronan poprsjem poraženca v Blenheimu, Ludvika XIV. Ni jasno ali ta zaključek portala temelji na predlogu Vanbrugha ali pa je ironija zmagovalca Marlborougha v Blenheimu.
Z Blenheimsko palačo je Vanbrugh spoznal baročni slog, v katerem so stenske mase krepke in slikovite. Za palačo je značilna raznolika silhueta, ne da bi se spremenila v razkošne baročne oblike.

### Seaton Delaval Hall
Zadnji Vanbrughov projekt je precej mračna Seaton Delaval Hall, ki ga imajo številni arhitekturni kritiki za njegovo najboljše delo. Vanbrugh postavlja to baročno okrasje na zelo umirjeni in subtilen način.
Seaton Delaval Hall je bila zgrajena med letoma 1718 in 1728 za admirala Georgea Delavala. Možno je, da je na zasnovo hiše vplivala Palladijeva Villa Foscari, ki je bila zgrajena okoli leta 1555, saj sta obe hiši v nekaterih komponentah zelo podobni. Podobni Howardovemu gradu ali Blenheimski palači sta dve spremljevalni krili osrednjega dela stavbe, ki vsebuje sprejemne in bivalne prostore.
Seaton Delaval Hall je ena izmed redkih hiš, ki jo je Vanbrugh oblikovani brez sodelovanja Nicholasa Hawksmoorja. Treznost njunih skupnih objektov se pogosto pripisuje vplivu Hawksmoorja, vendar je Saton Delaval v svoji zasnovi zelo trezen - nekateri arhitekturni kritiki so ga opisali kot temno in kiklopsko hišo, da nobena druga stavba v Angliji ali drugje ni enaka (Enciklopedija svetovne arhitekture, 1992). Medtem ko bi lahko Howardov grad stal v baročnem Dresdnu ali Würzburgu, je Seaton Delaval prilagojen kruti pokrajini Northumberlanda.
Seaton Delaval Hall je bila v decembru 2009 vrnjena, po pritožbi s strani British National Trust, dedičem lorda Hastingsa.

## Vpliv
Z zaključkom Howardovega gradu, ki ga je oblikoval Vanbrugh, je v Angliji prevladal baročni slog. Kakšen vpliv je imel na arhitekte, ki mu sledijo, je težko oceniti. Nicholas Hawksmoor, Vanbrughov prijatelj in dolgoletni sodelavec, je po njegovi smrti zasnoval številne londonske cerkve. Vanbrugov bratranec in učenec Edward Lovett Pearce je postal eden najpomembnejših arhitektov Irske. Vanbrughov arhitekturni slog je vplival na arhitekturo neštetih podeželskih domov. Med najbolje ohranjene sodijo Kimbolton (1707-1709), King West (1711-1714), sprednji vhod Lumley Castle (približno 1722) in severni del Grimsthorpe (1723-1724).
Vanbrugovo ime v Veliki Britaniji nosijo na gostilne, ulice, univerze in šole.

### Za arhitektonska dela
- Trewin Cropplestone: World Architecture. An illustrated history from earliest times. Hamlyn, London 1963
- Adalberto Dal Lago: Ville Antiche. Fabbri, Mailand 1966
- Bonamy Dobrée: Introduction. In: The Complete Works of Sir John Vanbrugh. Band 1. Nonesuch Press, London 1927
- David Green: Blenheim Palace. Alden Press, Oxford 1982
- Robert Harling: Historic Houses. Conversations in stately homes. Condé Nast, London 1969, ISBN 0-900303-05-0
- Nikolaus Pevsner, Hugh Honour, John Fleming: Lexikon der Weltarchitektur. Prestel, München 1992, ISBN 3-89853-137-6
- David Watkin: English Architecture. A Concise History. Thames and Hudson, London 1979/2001, ISBN 0-500-20338-5

### Za dramatiko
- Colley Cibber: An Apology for the Life of Colley Cibber. London 1740 (textkritische Neuausgabe, hrsg. von John Maurice Evans: Garland, New York und London 1987, ISBN 0-8240-6013-X)
- Michael Cordner: Playwright versus priest. Profanity and the wit of Restoration comedy. In: Deborah Payne Fisk (Hrsg.) The Cambridge Companion to English Restoration Theatre. Cambridge University Press, Cambridge 2000, ISBN 0-521-58215-6, ISBN 0-521-58812-X
- Frank Ernest Halliday: Abn Illustrated Cultural History of England. Thames and Hudson, London 1967
- Robert D. Hume: The Development of English Drama in the Late Seventeenth Century. Clarendon Press, Oxford 1976, ISBN 0-19-812063-X
- Leigh Hunt (Hrsg.): The Dramatic Works of Wycherley, Congreve, Vanbrugh and Farquhar. Routledge, London 1840
- Judith Milhous: Thomas Betterton and the Management of Lincoln's Inn Fields 1695—1708. Southern Illinois University Press, Carbondale 1979, ISBN 0-8093-0906-8